# جدعان (اسم)
جدعان هو اسم علم مذكر من أصل عربي، ومعناه هو صفة مشبهة من الفعل جدع، أي قطع الأنف وغيره من الأطراف، والجدعان قاطع الآناف الشجاع الخاصم المشاتم.

## شخصيات تحمل الاسم
- جدعان مهنا الشمري (لاعب كرة قدم سعودي، 12 يناير 1992 – )
- عبد الله بن جدعان.

## وصلات خارجية
- موسوعة السلطان قابوس لأسماء العرب نسخة محفوظة 5 أبريل 2019 على موقع واي باك مشين.